# The Wave (film 2015)
The Wave (Bølgen) è un film del 2015 diretto da Roar Uthaug. 
Il film, di tipo catastrofico, ha rappresentato la candidatura norvegese al premio Oscar al miglior film in lingua straniera del 2015, ma non è risultato tra le nomination.
Racconta di un disastroso tsunami che colpisce la cittadina norvegese di Geiranger, causato dalla caduta nel fiordo sottostante della frana di Åkerneset, evento realmente possibile.

## Trama

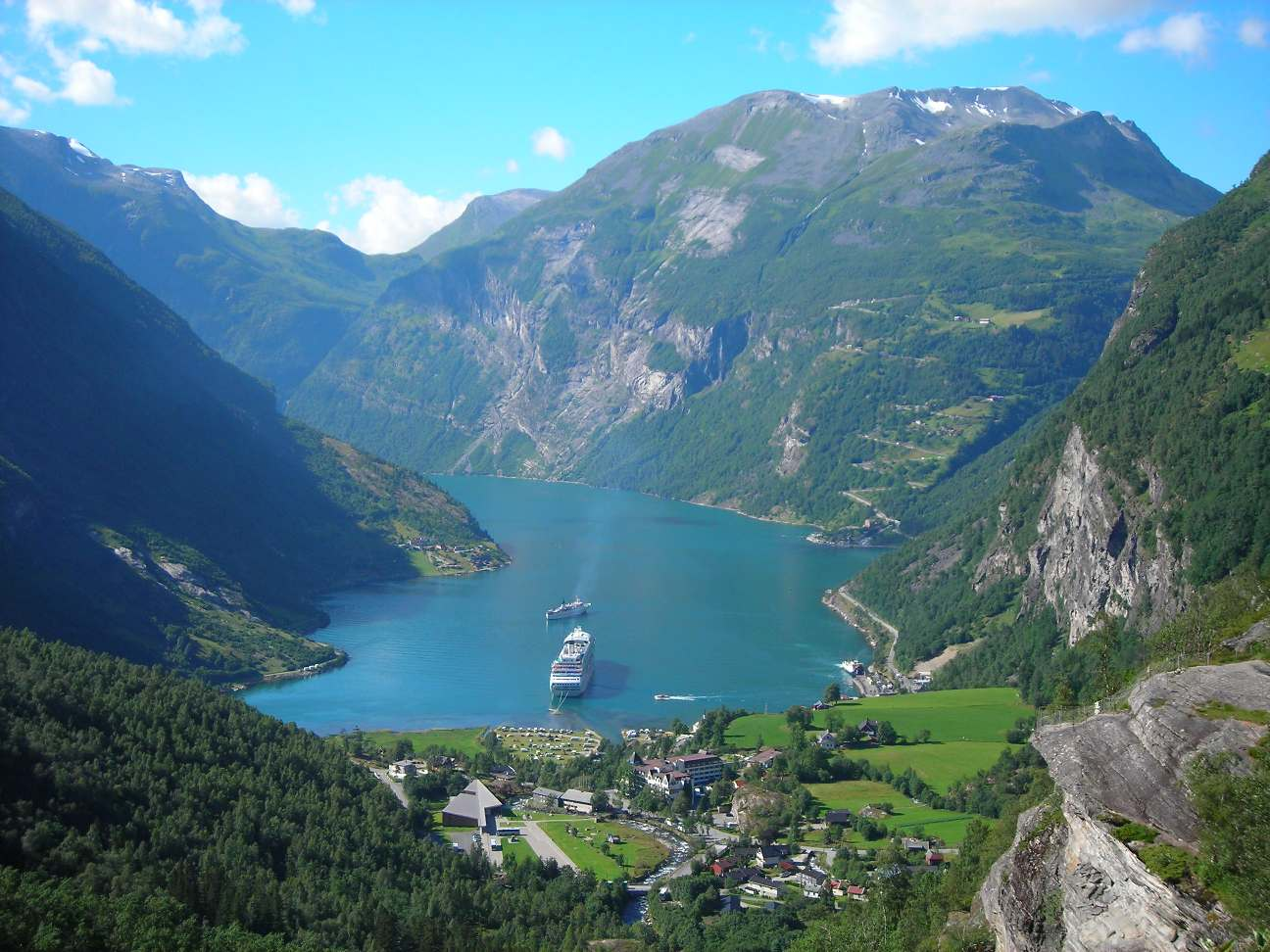
La cittadina di Geiranger, dove è ambientato il film.

Il geologo Kristian Eikjord ha appena terminato il suo ultimo giorno di lavoro presso la stazione di monitoraggio della frana di Åkerneset, nei pressi della cittadina di Geiranger, e sta per trasferirsi con la sua famiglia a Stavanger, dove è stato assunto da una compagnia petrolifera. Durante una piccola festa di addio con i colleghi, Kristian viene informato che i sensori di controllo della situazione della frana indicano una diminuzione di livello dell'acqua sotterranea, ma viene rassicurato.
Il giorno successivo Kristian e i suoi figli Sondre e Julia si preparano a partire per Stavanger, mentre la moglie Idun si fermerà alcuni giorni in più, durante i quali continuerà il suo lavoro come impiegata presso l'albergo della cittadina, pieno per la stagione turistica. Mentre è in attesa del traghetto, Kristian comprende che la scomparsa delle acque sotterranee potrebbe essere un primo segnale del collasso della montagna, quindi si reca di nuovo alla stazione di monitoraggio per avvertire gli ex colleghi, i quali tuttavia sminuiscono il problema, dicendo di non voler rovinare la stagione turistica appena cominciata dando un allarme che potrebbe rivelarsi infondato. Uno di loro, Arvid, decide di alzare comunque lo stato di allerta e si appresta insieme al collega Jacob a passare la notte nella baracca che si trova proprio sulla frana. 
Essendo ormai tardi, il protagonista decide di rimandare la partenza: Sondre decide quindi di passare la notte con la madre all'hotel, mentre Kristian e Julia tornano a dormire nella loro vecchia casa.
Poche ore dopo la situazione precipita: gli strumenti di monitoraggio della frana iniziano ad indicare una contrazione della frattura nella roccia, e Arvid e Jacob scendono all'interno del crepaccio per controllare che non si tratti di un malfunzionamento. Kristian, avvertito dai colleghi, si ricorda che in alcune situazioni analoghe, come nel disastro del Vajont, appena prima della frana si erano verificate proprio delle contrazioni nella roccia, e intima ai colleghi rimasti al centro di monitoraggio di azionare l'allarme che ordina l'evacuazione della cittadina per pericolo di tsunami, anche se è ormai troppo tardi: pochi minuti dopo il suono delle sirene, la frana si stacca (schiacciando mortalmente Arvid e ferendo ad una gamba Jacob, che miracolosamente si salva) e un'enorme quantità di roccia cade nel fiordo sottostante, dando origine ad un'onda di piena alta 80 metri che colpirà Geiranger nel giro di 10 minuti.
Kristian sale in auto con Julia, dirigendosi verso la vicina collina per cercare di salire più in alto possibile, mentre nel paese Idun ordina e gestisce l'evacuazione dell'hotel. Mentre tutti gli ospiti salgono su un autobus che dovrebbe portarli al riparo, Idun si accorge della mancanza del figlio Sondre, che è sceso nei sotterranei dell'edificio per giocare con lo skateboard mentre ascolta musica in cuffia e non si rende conto di quanto sta accadendo. Con l'aiuto di Maria e Philip Poulsen, due coniugi ospiti dell'hotel, Idun torna indietro a cercare il figlio, ma quando riesce a trovarlo è ormai troppo tardi per lasciare la struttura in quanto l'onda di piena sta praticamente già investendo il paese. I quattro si dirigono allora verso il rifugio antiaereo nei sotterranei dell'hotel, ma Maria Poulsen non fa in tempo ad entrarvi e viene travolta dall'acqua.
Kristian, Julia e decine di altre persone riescono a mettersi in salvo sulla collina, mentre lo tsunami colpisce e distrugge il centro del paese. Il geologo affida quindi la figlia ad un vicino di casa che ha incontrato sul posto e cerca di raggiungere a piedi il paese alla disperata ricerca della moglie e del figlio. Durante la strada si imbatte nel'autobus sul quale erano stati caricati gli ospiti dell'albergo, che è stato investito dall'onda di piena e tutti i suoi occupanti sono morti.

Non trovandovi i propri familiari all'interno, si dirige verso quello che resta dell'hotel. Qui trova lo zaino del figlio e, in preda alla disperazione, inizia a battere con una spranga su alcuni tubi metallici per segnalare la sua presenza. Nel rifugio antiaereo ormai quasi pieno d'acqua, dove Philip Poulsen è nel frattempo morto annegato dopo una crisi isterica, Idun e Sondre sentono i rumori e riescono a rispondere. Kristian riesce quindi a localizzare e salvare la moglie e il figlio, e la famiglia Eikjord si riunisce sulla collina dove si sono rifugiati i superstiti, luogo in cui nel frattempo stanno arrivando le squadre di soccorso.

## Produzione
Le vicende del film traggono ispirazione dalla vera storia del disastro del villaggio di Tafjord, dove nel 1934 una frana si staccò dal monte Langhamaren, cadendo nel Tafjorden e generando un'onda di tsunami che distrusse il villaggio e uccise 40 persone che si trovavano lungo le sponde del fiordo. Nel 1905 e nel 1936 episodi simili si verificarono nel lago Lovatnet, nella contea di Sogn og Fjordane, dove due frane staccatesi dal monte Ramnefjell precipitarono nel lago sottostante causando onde alte decine di metri che uccisero rispettivamente 61 e 74 persone.
Il regista Roar Uthaug ha dichiarato di essere un fan dei disaster movie americani come Twister e Armageddon e di aver girato The Wave con l'intenzione di combinare gli elementi dei film hollywoodiani con la realtà norvegese.
Tutti gli attori del film hanno girato le proprie scene d'azione personalmente, senza fare uso di controfigure, quindi dovendo essere fisicamente pronti a ciò; ad esempio Kristoffer Joner si è allenato con degli istruttori di apnea per riuscire a trattenere il respiro per tre minuti nella scena in cui, nelle vesti del protagonista, si introduce nel rifugio allagato nel sotterraneo dell'hotel per salvare la moglie e il figlio.

## Distribuzione
Il film è stato distribuito in Scandinavia nell'autunno 2015 da Nordisk Film Distribution e ha avuto il suo esordio internazionale al Toronto International Film Festival del 2015.

In Italia è stato presentato al 33° Torino Film Festival  e successivamente è stato distribuito al cinema da Minerva Pictures.

## Accoglienza

### Incassi
Girato con un budget di 6 milioni di dollari, il film ha incassato globalmente circa 12,8 milioni di dollari. In Norvegia sono stati venduti circa 800.000 biglietti, a fronte di una popolazione di poco più di 5 milioni di abitanti, risultando il film più visto del 2015 e incassando oltre 8 milioni di dollari.

### Critica
Il film ha ricevuto recensioni positive dalla critica, che ha elogiato i due attori protagonisti, la fotografia, la colonna sonora e gli effetti speciali. Secondo Deborah Young di The Hollywood Reporter si tratta di una pellicola "esotica che tiene incollati alla sedia giocando sulla bellezza e il terrore della natura" mentre Peter Debrudge di Variety lo ha descritto come "ugualmente emozionante thriller sul pericolo di tsunami".

Perri Nemiroff di Collider ha elogiato in particolare gli effetti speciali, considerando The Wave "una grande conquista della tecnica che si spera farà riconsiderare ad Hollywood la tendenza di fare le cose sempre più in grande fino all'eccesso".
Sull'aggregatore di recensioni Rotten Tomatoes il film ha raggiunto un punteggio di 82% (Certifies Fresh), basato su 102 recensioni, con un voto medio di 6.6/10. Il commento del sito è stato "Ben recitato e benedetto con un rinfrescante focus sulle persone, The Wave è un film che fa un uso insolitamente intelligente dei clichés dei film catastrofici". Metacritic riporta un punteggio di 68 su 100 basato su 26 critiche, indicante "recensioni generalmente favorevoli".

## Riconoscimenti
Al Premio Amanda del 2016 il film è stato premiato come Miglior film norvegese trasmesso al cinema, come Miglior Sonoro e come Migliori effetti speciali. È stato inoltre candidato come Miglior film norvegese, Miglior regista, Migliore fotografia, e Miglior colonna sonora.
Al The Kanon Award 2016 del Kosmorama Film Festivale di Trondheim The Wave ha ricevuto premi come Miglior attore protagonista (Kristoffer Joner), Miglior produttore, Miglior montaggio e Migliore scenografia (Lina Nordqvist).

## Sequel
Il film ha avuto un sequel con  The Quake - Il terremoto del secolo uscito nel 2019.